# La Majahua, Guerrero
La Majahua är en ort i Mexiko.   Den ligger i kommunen La Unión de Isidoro Montes de Oca och delstaten Guerrero, i den södra delen av landet, 300 km sydväst om huvudstaden Mexico City. La Majahua ligger 11 meter över havet och antalet invånare är 200.
Terrängen runt La Majahua är platt åt nordost, men österut är den kuperad. Havet är nära La Majahua åt sydväst. Runt La Majahua är det ganska tätbefolkat, med 78 invånare per kvadratkilometer. Närmaste större samhälle är San José Ixtapa, 17,6 km sydost om La Majahua. Omgivningarna runt La Majahua är en mosaik av jordbruksmark och naturlig växtlighet.